# Метал-карбіновий комплекс

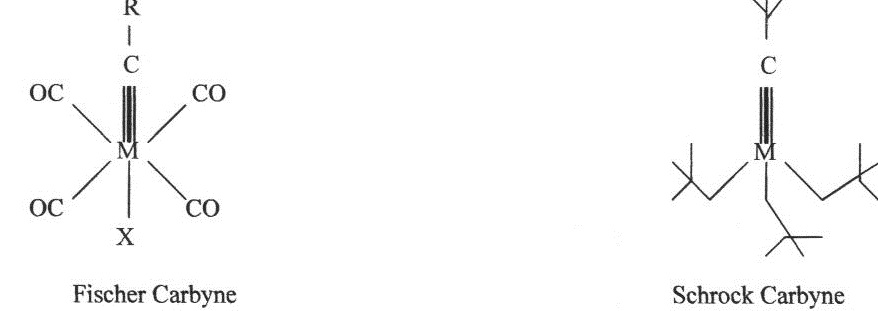
Метал-карбіновий комплекс. Приклади.

Метал-карбіновий комплекс (рос. металлокарбинный комплекс, англ. metal-carbyne complex) — металічний комплекс загальної формули RCMLn (М — метал, L — ліганд), в яких карбін формально координований з металом.